# Lara Naki Gutmann
Lara Naki Gutmann (Trento, 6 novembre 2002) è una pattinatrice artistica su ghiaccio italiana.
Campionessa italiana di pattinaggio di figura nel 2021, nel 2022 e nel 2023, medaglia di Bronzo al Senior Grand Prix Finlandia Trophy a novembre 2024. Sesta ai Campionati europei di pattinaggio di figura 2025 di Tallinn, bronzo a Team al World Team Trophy 2025 e settima nel Team Event dei Giochi Olimpici invernali di Pechino 2022. Ha partecipato a tre campionati mondiali isu. Bronzo nelle gare Challenger Denis Ten Memorial 2024 ad Almaty in Kazakhstan e al Nepela Memorial 2024 a Bratislava in Slovacchia. Argento al Nepela Memorial 2022. Vincitrice del Sonja Henie Trophy di Oslo a marzo 2024, del Dragon Trophy di Lubiana a gennaio 2023, del Crystal Skate of Romania a novembre 2022, dei Nordics 2020.

## Carriera
Gutmann ha iniziato a pattinare nel 2006. Ha vinto la sua prima medaglia nazionale juniores (bronzo) nel dicembre 2015, bissando il risultato l'anno successivo. Il suo debutto al Junior Grand Prix ISU è avvenuto nell'ottobre 2017. Nel dicembre 2017 ha conquistato la medaglia d'argento ai campionati italiani juniores.
Nel dicembre 2018, alla sua prima apparizione in nazionale maggiore, ha vinto l'argento alla Bosphorus Cup in Turchia. Nello stesso mese, ha vinto il bronzo nella categoria femminile senior ai Campionati Italiani, dietro Alessia Tornaghi e Lucrezia Beccari, ed è entrata nella squadra italiana agli Europei 2019. Classificatasi ventinovesima nel programma corto, non è passata alla fase finale della competizione, svoltasi a gennaio a Minsk.
Si è classificata sesta al JGP Francia e settima al JGP Italia. A dicembre 2019 ha confermato il bronzo ai Campionati italiani, questa volta dietro ad Alessia Tornaghi e Marina Piredda. A febbraio 2020, ha vinto l'argento al Dragon Trophy di Lubiana, dietro Roberta Rodeghiero, e ha poi superato Emmi Peltonen conquistando l'oro ai Nordic Championships di Stavanger, in Norvegia.

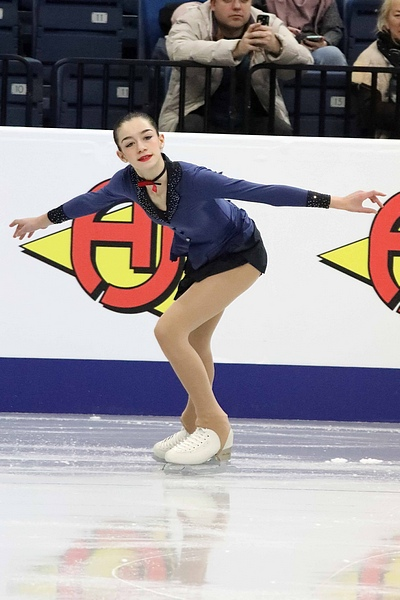
Gutmann ai Campionati europei nel 2019.

Nell'estate 2020 Gutmann ha dovuto sottoporsi a un intervento chirurgico alla caviglia. Avrebbe dovuto rientrare nel Gran Prix agli Internazionali di Francia 2020, ma l'evento è stato cancellato a causa della pandemia di COVID-19. A dicembre ha vinto la medaglia d'oro ai campionati italiani ed ha quindi preso parte (unica italiana) ai Campionati mondiali 2021 a Stoccolma, dove ha concluso al ventottesimo posto. Successivamente ha partecipato con la squadra italiana al World Team Trophy 2021, dove si è piazzata settima in entrambi i segmenti della competizione e ha stabilito i record personali nella pattinata libera e nel punteggio totale (il Team Italia ha concluso al quarto posto).
Ha riconfermato a Brunico dal 16 al 18 dicembre 2022 il titolo assoluto per la terza volta consecutiva.
Campionessa italiana assoluta 2021 e 2022 e 2023.
In stagione 2022/2023 si è classificata al primo posto nelle gare ISU Crystal Cup of Romania e Dragon Trophy di Lubiana.
Ha ottenuto l'argento nella gara di circuito challenger Ondrej Nepela Trophy a Bratislava, dietro solo a Isabeau Levito e precedendo la coreana Lee Hae-in.
Ai campionati europei di Espoo in Finlandia ha centrato la top ten classificandosi all'8º posto.

## Palmarès
GP: Grand Prix; CS: ISU Challenger Series di pattinaggio di figura; JGP: Grand Prix ISU juniores di pattinaggio di figura
| Internazionali | Internazionali | Internazionali | Internazionali | Internazionali | Internazionali | Internazionali | Internazionali | Internazionali | Internazionali | Internazionali |
| Evento | 2015–16        | 2016–17        | 2017–18        | 2018–19        | 2019–20        | 2020–21        | 2021–22        | 2022–23        | 2023-24        | 2024-25        |
| --- | -------------- | -------------- | -------------- | -------------- | -------------- | -------------- | -------------- | -------------- | -------------- | -------------- |
| Campionati mondiali |                |                |                |                |                | 28°            | 20°            | 17°            |                | 13°            |
| Campionati europei |                |                |                | 29°            |                |                | 15°            | 8°             | 10°            | 6°             |
| GP della Finlandia |                |                |                |                |                |                |                |                | 7°             | 3°             |
| GP NHK Trophy |                |                |                |                |                |                |                |                |                | 6°             |
| GP Trophée Eric Bompard |                |                |                |                |                | C              |                |                |                |                |
| GP d'Italia |                |                |                |                |                |                | 11°            |                |                |                |
| GP Skate Canada |                |                |                |                |                |                |                |                | 9°             |                |
| CS Budapest Trophy |                |                |                |                |                | R              |                |                |                |                |
| CS Crystal Skate of Romania |                |                |                |                |                |                |                | 1°             |                |                |
| CS Denis Ten Memorial |                |                |                |                |                |                |                |                |                | 3°             |
| CS Golden Spin |                |                |                |                | 6°             |                | R              | 4°             | 8°             |                |
| CS Lombardia Trophy |                |                |                |                |                |                | 5°             | 6°             | 5°             | 10°            |
| CS Nebelhorn Trophy |                |                |                |                |                |                | 8°             |                |                |                |
| CS Ondrej Nepela Trophy |                |                |                |                | 4°             |                |                | 2°             | 7°             | 3°             |
| CS Warsaw Cup |                |                |                |                |                | R              |                |                |                |                |
| Bavarian Open |                |                |                | 10°            |                |                |                |                |                |                |
| Bosphorus Cup |                |                |                | 2°             |                |                |                |                |                |                |
| Challenge Cup |                |                |                |                |                |                |                | 7°             |                |                |
| Crystal Skate |                |                |                |                |                |                |                | 1°             |                |                |
| Cup of Tyrol |                |                |                | 8°             |                |                |                |                |                |                |
| Dragon Trophy |                |                |                |                | 2°             |                |                | 1°             | 2°             |                |
| Egna Trophy |                |                |                | 7°             |                |                |                |                |                |                |
| Campionati nordici |                |                |                |                | 1°             |                |                |                |                |                |
| Road to 26 Trophy |                |                |                |                |                |                |                |                |                | 3°             |
| Sonja Henie Trophy |                |                |                |                |                |                |                |                |                | 1°             |
| Tallink Hotels Cup |                |                |                |                |                |                | 2°             |                |                |                |
| Toruń Cup |                |                |                | 5°             |                |                |                |                |                |                |
| Volvo Open Cup |                |                |                |                | 5°             |                |                |                |                |                |
| Universiadi |                |                |                |                |                |                |                | R              |                | 5°             |
| Internazionali: Junior |                |                |                |                |                |                |                |                |                |                |
| JGP Austria |                |                |                | 19°            |                |                |                |                |                |                |
| JGP Francia |                |                |                |                | 6°             |                |                |                |                |                |
| JGP Italia |                |                | 13°            |                | 7°             |                |                |                |                |                |
| Bavarian Open |                | 8°             |                |                |                |                |                |                |                |                |
| Coupe Printemps |                |                | 4°             |                |                |                |                |                |                |                |
| Cup of Tyrol |                | 7°             |                |                |                |                |                |                |                |                |
| Dragon Trophy |                |                | 3°             |                |                |                |                |                |                |                |
| Egna Trophy |                | 4°             |                |                |                |                |                |                |                |                |
| Halloween Cup |                |                | 2°             |                |                |                |                |                |                |                |
| Lombardia Trophy |                | 3°             |                |                |                |                |                |                |                |                |
| Merano Cup |                | 15°            | 5°             |                |                |                |                |                |                |                |
| NRW Trophy |                | 10°            |                |                |                |                |                |                |                |                |
| Tallinn Trophy |                |                | 7°             |                |                |                |                |                |                |                |
| Triglav Trophy |                |                | 2°             |                |                |                |                |                |                |                |
| Nazionali |                |                |                |                |                |                |                |                |                |                |
| Campionati italiani | 3° J           | 3° J           | 2° J           | 3°             | 3°             | 1°             | 1°             | 1°             | 2°             | 2°             |
| Eventi a squadre |                |                |                |                |                |                |                |                |                |                |
| Giochi olimpici invernali |                |                |                |                |                |                | 7° S 9° P      |                |                |                |
| World Team Trophy |                |                |                |                |                | 4° S 7° P      |                | 4° S 10° P     |                | 3º S 6º P      |
| R = Ritirata; C = Evento cancellato J = Junior; S = Risultato della squadra; P = Risultato personale. Medaglie assegnate solo per il risultato della squadra |                |                |                |                |                |                |                |                |                |                |